# Michael Meyer-Hermann (Physiker)
Michael Meyer-Hermann (* 1967 in Reinbek) ist Professor an der Technischen Universität Braunschweig und Leiter der Abteilung System-Immunologie am Helmholtz-Zentrum für Infektionsforschung.

## Arbeit
Meyer-Hermann studierte Physik, Mathematik und Philosophie in Frankfurt am Main und Paris. 1993 veröffentlichte er seine Diplomarbeit mit dem Titel „QCD-Summenregeln mit Massen“ über Quantenchromodynamik. Er wurde 1997 an der Johann Wolfgang Goethe-Universität Frankfurt am Main in theoretischer Elementarteilchenphysik über „Die innere Struktur des Nukleons“ promoviert. 1998 gründete er die Forschungsgruppe „Theoretische Biophysik“ an der Technischen Universität Dresden und leitete sie bis 2003. Das Jahr 2004 verbrachte er an der University of Oxford. Von 2005 bis 2010 war er Fellow am Frankfurt Institute for Advanced Studies (FIAS). Seit 2010 ist er in Braunschweig Professor an der Technischen Universität und Leiter der Abteilung System-Immunologie am Helmholtz-Zentrum für Infektionsforschung.

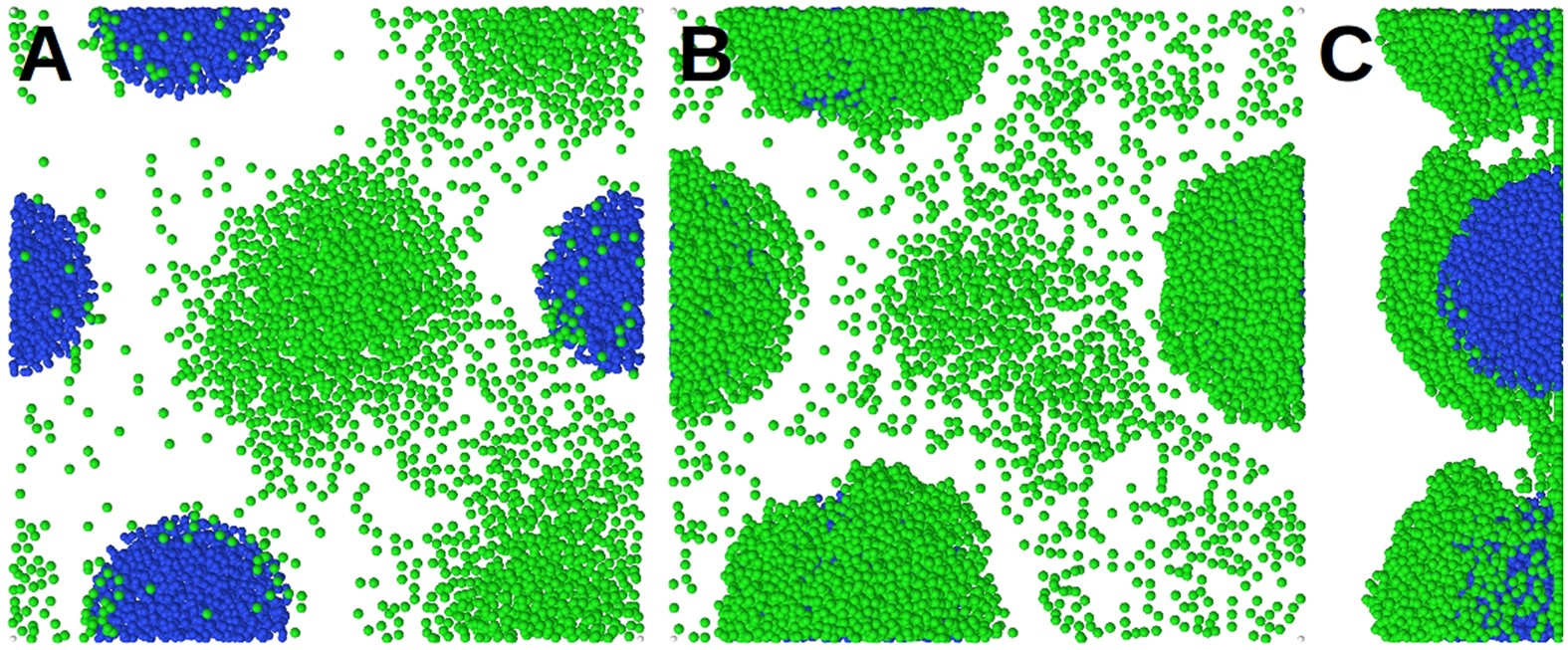
Computermodellierung der Bildung pilzförmiger Strukturen des Bakteriums Pseudomonas aeruginosa

 Mit seiner Arbeitsgruppe entwickelte er Methoden in der theoretischen Zellbiologie, um die Funktionsweise des adaptiven Immunsystems und die Wechselwirkung von Nerven-, Hormon- und Immunsystems zu verstehen. Dies beinhaltet Forschung zu T- und B-Zellen, viralen und bakteriellen Infektionen, Stoffwechselstörungen, Diabetes und Krebs. Er setzt mathematische Methoden ein, um medizinische und biologische Systeme zu modellieren. Diese reichen von gewöhnlichen und partiellen Differentialgleichungen über agentenbasierte Modellierung bis hin zu Algorithmen für Regelkreise und künstliche Intelligenz.

### COVID-Pandemie
Während der COVID-19-Pandemie in Deutschland veröffentlichte er mit einer Arbeitsgruppe der Helmholtz-Gemeinschaft eine Modellierung auf Basis eines erweiterten SEIR-Modells. In den folgenden Wochen wurden regelmäßig aktualisierte Schätzungen der Reproduktionszahl der verschiedenen Bundesländer veröffentlicht. Meyer-Hermann sprach sich im April 2020 in Interviews und der Talkshow Anne Will aus epidemiologischer Sicht gegen Lockerungen von räumlicher Distanzierung, Ausgangssperren und anderen Maßnahmen aus, um die Nettoreproduktionszahl deutlich unter dem Schwellwert 1 zu halten und eine Eindämmung der Pandemie zu erreichen. In einer gemeinsam mit u. a. Clemens Fuest (ifo Institut) verfassten und im Mai 2020 veröffentlichten, interdisziplinären Studie zeigten sie, dass ein Reproduktionsfaktor, für damals geschätzt um 0,75, optimal sei, um die ökonomischen Auswirkungen der Pandemie zu reduzieren, ohne die medizinischen Ziele zu gefährden. Es zeige „sich insofern, dass es in Bezug auf eine starke Lockerung der Maßnahmen keinen Konflikt zwischen wirtschaftlichen und gesundheitlichen Kosten gibt“. Die Bundeskanzlerin lud Meyer-Hermann im Oktober 2020 als Berater und Experten ein, den Ministerpräsidenten der Landesregierungen die Infektionsdynamik zu verdeutlichen. Meyer-Hermann sprach sich während der COVID-Pandemie für graduelle Kontaktbeschränkungen aus, sah „Zero Covid“ als ein sinnvolles Ziel an und plädierte für einen europäisch synchronisierten Shutdown.

## Publikationen (Auswahl)
- Gabriel D. Victora, Tanja A. Schwickert, David R. Fooksman, Alice O. Kamphorst, Michael Meyer-Hermann, Michael L. Dustin, Michel C. Nussenzweig: Germinal center dynamics revealed by multiphoton microscopy with a photoactivatable fluorescent reporter. In: Cell 143(4), 2010, S. 592–605, doi:10.1016/j.cell.2010.10.032.
- Gernot Schaller, Michael Meyer-Hermann: Multicellular tumor spheroid in an off-lattice Voronoi-Delaunay cell model. In: Physical Review E 71(5), 2005, 051910, doi:10.1103/PhysRevE.71.051910.
- Jeroen M. J. Tas, Luka Mesin, Giulia Pasqual, Sasha Targ, Johanne T Jacobsen, Yasuko M Mano, Casie S Chen, Jean-Claude Weill, Claude-Agnès Reynaud, Edward P Browne, Michael Meyer-Hermann, Gabriel D Victora: Visualizing antibody affinity maturation in germinal centers. In: Science 351(6277), 2016, S. 1048–1054, doi:10.1126/science.aad3439.
- Yang Zhang, Michael Meyer-Hermann, Laura A. George, Marc Thilo Figge, Mahmood Khan, Margaret Goodall, Stephen P. Young, Adam Reynolds, Francesco Falciani, Ari Waisman, Clare A. Notley, Michael R. Ehrenstein, Marie Kosco-Vilbois, Kai-Michael Toellner: Germinal center B cells govern their own fate via antibody feedback. In: Journal of Experimental Medicine 210(3), 2013, S. 457–464, doi:10.1084/jem.20120150.